# 青木瑠郁
青木 瑠郁（あおき るい、2004年3月31日 - ）は、日本の陸上競技選手。群馬県伊勢崎市出身。國學院大學人間開発学部在学中。

## 経歴
伊勢崎市立第四中学校、高崎健康福祉大学高崎高等学校出身。

### 大学時代

#### 大学1年次
6月に開催された第38回U20日本選手権の男子5000mでは佐久長聖高校の吉岡大翔に敗れて2位だった。
10月10日の第34回出雲駅伝で1区を担当し、大学三大駅伝初出場。首位の中央大と26秒差の7位で2区・山本歩夢に襷リレーした（國學院大は総合2位）。
11月6日の第54回全日本大学駅伝では5区を担当し、当時の区間記録と3秒差の35分50秒で区間賞を獲得。チーム史上最高の総合2位に貢献した。
2023年1月に開催された第99回箱根駅伝では1区を担当したが、区間12位にとどまった。チームは4位で5年連続のシード権を獲得した。2月の丸亀ハーフマラソンでは1時間02分02秒で35位だった。

#### 大学2年次
6月に開催されたU20日本選手権の男子5000mでは13分59秒79で優勝を果たした。
10月9日の第35回出雲駅伝では2区を担当し、調子が上がらない中で区間7位で走った（チームは総合3位）。
11月5日の第55回全日本大学駅伝では2年連続で5区を担当し、前回よりタイムを18秒落としたものの区間3位で走った（チームは総合3位）。
1月に開催された第100回箱根駅伝では3区を任される。序盤はハイペースで入ったものの、後半ではペースを落としてしまう。それでも1時間01分56秒の区間4位で走った。12月にチーム内でインフルエンザが蔓延し青木を含めた主力選手の多くが感染する苦しいチーム状況に陥ったが、総合5位で6年連続のシード権を獲得した。
3月に行われた第27回日本学生ハーフマラソン選手権大会で1時間02分06秒で初優勝を果たした。

#### 大学3年次
4月の世田谷陸上競技会では10000mで28分02秒00の自己ベストを記録した。
10月14日に行われた第36回出雲駅伝では1区を担当し、区間3位。チームは5区で先頭に立ち、5年ぶり2回目の優勝を果たした。
11月3日の第56回全日本大学駅伝では2区を担当し、区間7位。チームは最終8区の上原琉翔が青学大・塩出翔太に競り勝ち、初優勝を飾った。
2025年1月の第101回箱根駅伝では4区を担当。区間2位の快走を見せたが、青学大との差は45秒広がった。その後も青学大に後れを取り、9分28秒差の総合3位。チームとしての過去最高順位（第96回大会）に並ぶ結果となったが、史上6校目の大学駅伝三冠を逃した。
3月16日のEXPO EKIDEN 2025では1区を担当し、1位と26秒差の4位で襷リレー。チームは大学勢トップとなる総合3位で表彰台入りを果たした。

## 戦績・記録

### 大学三大駅伝戦績
| 学年               | 出雲駅伝                    | 全日本大学駅伝              | 箱根駅伝                          |
| ------------------ | --------------------------- | --------------------------- | --------------------------------- |
| 1年生 （2022年度） | 第34回 1区-区間7位 22分58秒 | 第54回 5区-区間賞 35分50秒  | 第99回 1区-区間12位 1時間03分16秒 |
| 2年生 （2023年度） | 第35回 2区-区間7位 16分47秒 | 第55回 5区-区間3位 36分08秒 | 第100回 3区-区間4位 1時間01分56秒 |
| 3年生 （2024年度） | 第36回 1区-区間3位 23分48秒 | 第56回 2区-区間7位 31分59秒 | 第101回 4区-区間2位 1時間01分09秒 |

## 自己ベスト
- 5000m - 13分44秒34（2025年4月27日：第14回NITTAIDAI Challenge Games）
- 10000m - 28分02秒00（2024年4月6日：令和6年度第1回世田谷陸上競技会）
- 10マイル - 46分34秒（2022年12月4日：第48回熊本甲佐10マイル公認ロードレース大会）
- ハーフマラソン - 1時間00分47秒（2025年2月2日：第77回香川丸亀国際ハーフマラソン）